# توم آدمسون
توم آدمسون (بالإنجليزية: Tom Adamson)‏ (12 فبراير 1901 في المملكة المتحدة - ) هو مدرب كرة قدم ولاعب كرة قدم بريطاني في مركز الظهير. لعب مع ستوكبورت كونتي ونادي برينتفورد ونادي بوري.